# Tiên Cát
Tiên Cát là một phường thuộc thành phố Việt Trì, tỉnh Phú Thọ, Việt Nam.
Phường Tiên Cát có diện tích 3,55 km², dân số năm 1999 là 13.500 người, mật độ dân số đạt 3.803 người/km².